# Pseudanarta flava
Pseudanarta flava är en fjärilsart som beskrevs av Augustus Radcliffe Grote 1874. Pseudanarta flava ingår i släktet Pseudanarta och familjen nattflyn. Inga underarter finns listade i Catalogue of Life.